# Adzjubža
Adzjubža (abchazsky Аӡҩыбжьа, gruzínsky აძუბჟა – Adzubža) je vesnice v okresu Očamčyra de iure v Gruzii, fakticky na území Abcházie. Leží přibližně 10 km severovýchodně od okresního města Očamčyra. Obec sousedí na západě s Babyširou a s Drandou z okresu Gulrypš, na severu s Atarou, na východě s Arakjačí a na jihovýchodě s Kyndygem. Kolem Adzjubži protéká řeka Kodori, jež tvoří západní hranici obce a odděluje ji od okresu Gulrypš. Obcí vede silnice spojující Suchumi s Gruzií a nachází se zde železniční zastávka.
Jižně od Adzjubži pár desítek od moře se nachází jezero Skurča a v pruhu pevniny mezi jezerem a mořem, který zároveň tvoří mysy Baglan a Iskurija jsou pláže s pár apartmány. Směrem na Kyndyg se táhnou další pláže Skurčského zálivu, jež jsou většinou opuštěné a zalesněné.

## Vesnický okrsek Adzjubža
Adzjubža je vesnické správní centrum s oficiálním názvem Vesnický okrsek Adzjubža (rusky Адзюбжинская сельская администрация, abchazsky Аӡҩыбжьа ақыҭа ахадара), za časů Sovětského svazu se okrsek jmenoval Adzjubžinský selsovět (Адзюбжинский сельсовет). Součástí vesnického okrsku Adzjubža jsou následující části:
- Adzjubža (Аӡҩыбжьа)

Vesnický okrsek Adzjubža

- Agdarra / Achaldaba (Аӷдарра / Аӷдара / Ахалдаба) – gruzínsky Achaldaba (ახალდაბა)
- Achy Uaa (Ахы Уаа)
- Baglan (Баӷлан) – gruzínsky Baglani (ბაღლანი)
- Balan (Балан) – gruzínsky Balani (ბალანი)
- Dabakyt / Dopuakyt (Дабақыҭ / Допуақыҭ)
- Ckurgil / Adzych Aga (Ҵҟәыргьыл / Аӡыхь Ага)
- Adžblyra / Džobrija / (Аџьблыра / Џьобриа) – gruzínsky Džobria (ჯობრია)

## Dějiny

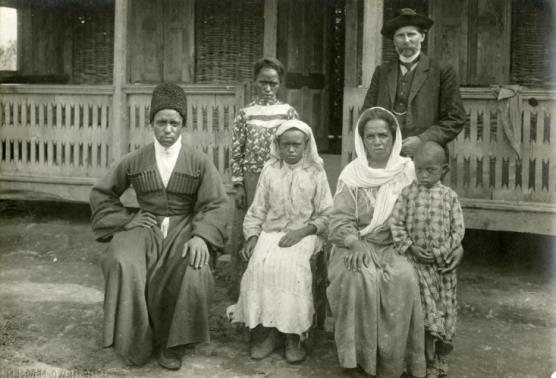
Rodina Afroabchazů na fotografii z roku 1914

Adzjubža je známá tím, že je domovem pro Afroabchazy, abchazské černošské obyvatelstvo. V současnosti není známo, kdy přesně a jakým způsobem se dostali do Abcházie (odhaduje se, že nejspíše v 17. století). V 19. století ale mluvili již jen abchazsky a považovali se za Abchazy. V současné době jsou Afroabchazové již značně promíšeni s abchazskými bělochy a mnoho se jich během 20. století odstěhovalo jinam v Abcházii nebo do zahraničí.
Krátce po období mahadžirstva v 19. století, kdy byla značná část abchazského obyvatelstva nucena emigrovat do Osmanské říše, se rodina zakladatele moderní abchazské literatury Dmitrije Guliji z tohoto vyhnanství vrátila zpět do Abcházie společně s dalšími, kteří byli vyhnáni z Uarči (dnes součást Babyširy). Návrat do Uarči ale carské úřady nepovolily, a tak se Gulijovi usadili na levém břehu řeky Kodori, v Adzjubže.
Do 30. let 20. století se obec oficiálně nazývala Adzvibža. Ještě v 19. století byla součástí Adzvibži i sousední Atara a na jejím konci a v počátku 20. století se do obce přistěhovalo velké množství Rusů, Megrelů a též Arménů, kteří uprchli z rozpadající se Osmanské říše před genocidou. Rusové zde v roce 1904 postavili pravoslavný kostel v byzantském stylu, jenž byl v roce 1928 zrušen a využíván jako sklad citrusů. Během vlády Stalina se do Adzjubži přistěhovali další megrelští osadníci, které doplnili ještě gruzínští přistěhovalci z Rači. Tito noví obyvatelé obce se usadili převážně v osadě Agdarra. Agdarra následně dostala nový, gruzínský název Achaldaba (ახალდაბა – česky: Nová Ves). Počet Abchazů a Gruzínů byl od té doby v Adzjubžinském selsovětu zhruba vyrovnaný.
V okolí Adzjubži se odehrává příběh Maxima Gorkého Zrození člověka, jenž je součástí výběru povídek Tulák a svět z roku 1968. V 80. letech bylo rozhodnuto na počest tohoto příběhu o přejmenování adžjubské porodnice na "Zrození člověka" (Рождение человека).
Během války v Abcházii v letech 1992–1993 byla obec ovládána gruzínskými vládními jednotkami, které téměř kompletně zničily všechny domy a pozemky patřící zdejším Abchazům. Jakmile se na konci války na podzim 1993 povedlo Abchazům dobýt Adzjubžu zpět, jako odvetu vyhnali veškeré zdejší gruzínské obyvatelstvo a kompletně zničili vesnici Achaldaba, jejíž území od té doby zarůstá lesem. V 90. letech byl v obci vztyčen pomník obětem stalinských represí.
V roce 2006 byla pracovníky abchazského státního podniku Černomorenergo dokončena rekonstrukce rozvodny elektrické energie v Adzjubži, jež byla zničena ve válce a 13 let byla mimo provoz. V roce 2014 byl znovu otevřen zdejší ruský pravoslavný kostel a byl odhalen památník padlým ve válce v Abcházii. 

## Obyvatelstvo
Dle nejnovějšího sčítání lidu z roku 2011 je počet obyvatel vesnického okrsku 1072 a jejich složení je následovné:
- 900 Abchazů (84,0 %)
- 64 Rusů (6,0 %)
- 62 Gruzínců (5,8 %)
- 11 Arménů (1,0 %)
- 8 Pontských Řeků (0,7 %)
- 27 příslušníků ostatních národností (2,5 %)

V roce 1989, před válkou v Abcházii žilo v Adzjubže 614 obyvatel a v celém Adzjubžinském selsovětu 3567 obyvatel.
V roce 1959 žilo v tomto selsovětu 2834 obyvatel.